# Manuel Ibáñez Ojeda
Manuel Ibáñez Ojeda (Talcahuano, 5 de mayo de 1921-Santiago, 8 de mayo de 2014) fue un empresario chileno del sector comercio, fundador de Distribución y Servicio (D&S), hoy Walmart Chile, y precursor del formato de supermercado en su país.

## Familia y estudios
Hijo del también empresario Adolfo Ibáñez Boggiano y de Graciela Ojeda Rivera, tuvo cuatro hermanos, entre ellos Pedro Ibáñez Ojeda, político de los partidos Liberal y Renovación Nacional, además de fundador de la Escuela de Negocios de Valparaíso.
Con cinco meses de vida arribó a Valparaíso, donde pasó su niñez y juventud. Cursó sus estudios en el Liceo N° 1 de Hombres del puerto, establecimiento que en 1944 fue rebautizado como Liceo Eduardo de la Barra.
Contrajo matrimonio con Sheila Scott, de ascendencia inglesa, con la cual tuvo cinco hijos: Manuel, Nicolás, Felipe, Suzanne y Victoria.

## Carrera empresarial

### Sus inicios
A los 18 años inició su carrera empresarial al alero de su padre, quien era socio de AD. Ibáñez y Cía., firma de importación, distribución y venta creada originalmente en 1893 como Gratenau y Cía. por un grupo de alemanes provenientes de Hanóver a la que había arribado éste en 1899 tras trabajar en el diario El Sur y de la que llegaría a ser socio y gerente general en las primeras décadas del siglo XX. La compañía se dedicaba a la distribución de café, té y hierba mate en Valparaíso.
Ingresó a la empresa como auxiliar, a comienzos de marzo de 1940. Su instrucción comenzó en la planta telefónica, y luego de un par de años, tras pasar por diferentes actividades, pasó a desempeñarse como vendedor en el sector oriente de Valparaíso. Avanzados los años 1940 fue trasladado a la agencia de Antofagasta, donde atendió personalmente los almacenes del Norte Grande.

### De Almac a Distribución y Servicio
A comienzos de la década de 1950, tras una estadía en los Estados Unidos —donde visitó universidades y empresas, y trabajó una temporada ad honorem como vendedor en McCormick, una de las mayores compañías de especias del mundo—, Ibáñez apostó por un formato desconocido en Chile, definido por el autoservicio y el pago en cajas. El primero de estos locales se ubicó en el n.º 42 de la céntrica calle Estado de Santiago y solo constaba de 120 m². Su buen desempeño los llevó a pasar a una segunda etapa y lanzar su primer supermercado, el cual fue abierto al público el 27 de abril de 1957 en Avenida Providencia, entre las calles Ricardo Lyon y Pedro de Valdivia, en la comuna homónima. Fue bautizado con el nombre de Almac Supermarkets. Almac fue pionero del formato en y en América Latina.
La empresa seguiría su proceso de expansión hasta 1970, cuando la llegada al poder de la izquierdista Unidad Popular cambió bruscamente el escenario, marcado ahora por el desabastecimiento y la inflación. Ibáñez pasó buena parte de este periodo sin su mujer ni sus hijos, los cuales optaron por viajar a Inglaterra con el fin de evitar la crisis político-económica por la que atravesaba el país.
A inicios de 1980 intentó incursionar en el mercado de las tiendas departamentales a través de la Sociedad Comercial Fontana Limitada, creando —junto a otros empresarios del rubro— Grandes Almacenes de América Limitada (Gala Ltda.), la cual se asoció con la cadena estadounidense Sears para comercializar sus productos en Chile; de esta forma surgió Gala-Sears, que tuvo su primera tienda en 1982 en el recientemente inaugurado Mall Parque Arauco y cerró sus puertas un año y medio después, en septiembre de 1983.
Almac llegó a tener 16 locales en Santiago. Los últimos en funcionamiento, ubicados en calle Ricardo Lyon, el centro comercial Parque Arauco, Avenida Manuel Montt y la comuna de Vitacura, fueron migrados al formato Líder Express en septiembre de 2003.